# Enki et Ninhursag
 (avril 2013).
Si vous disposez d'ouvrages ou d'articles de référence ou si vous connaissez des sites web de qualité traitant du thème abordé ici, merci de compléter l'article en donnant les références utiles à sa vérifiabilité et en les liant à la section « Notes et références ».

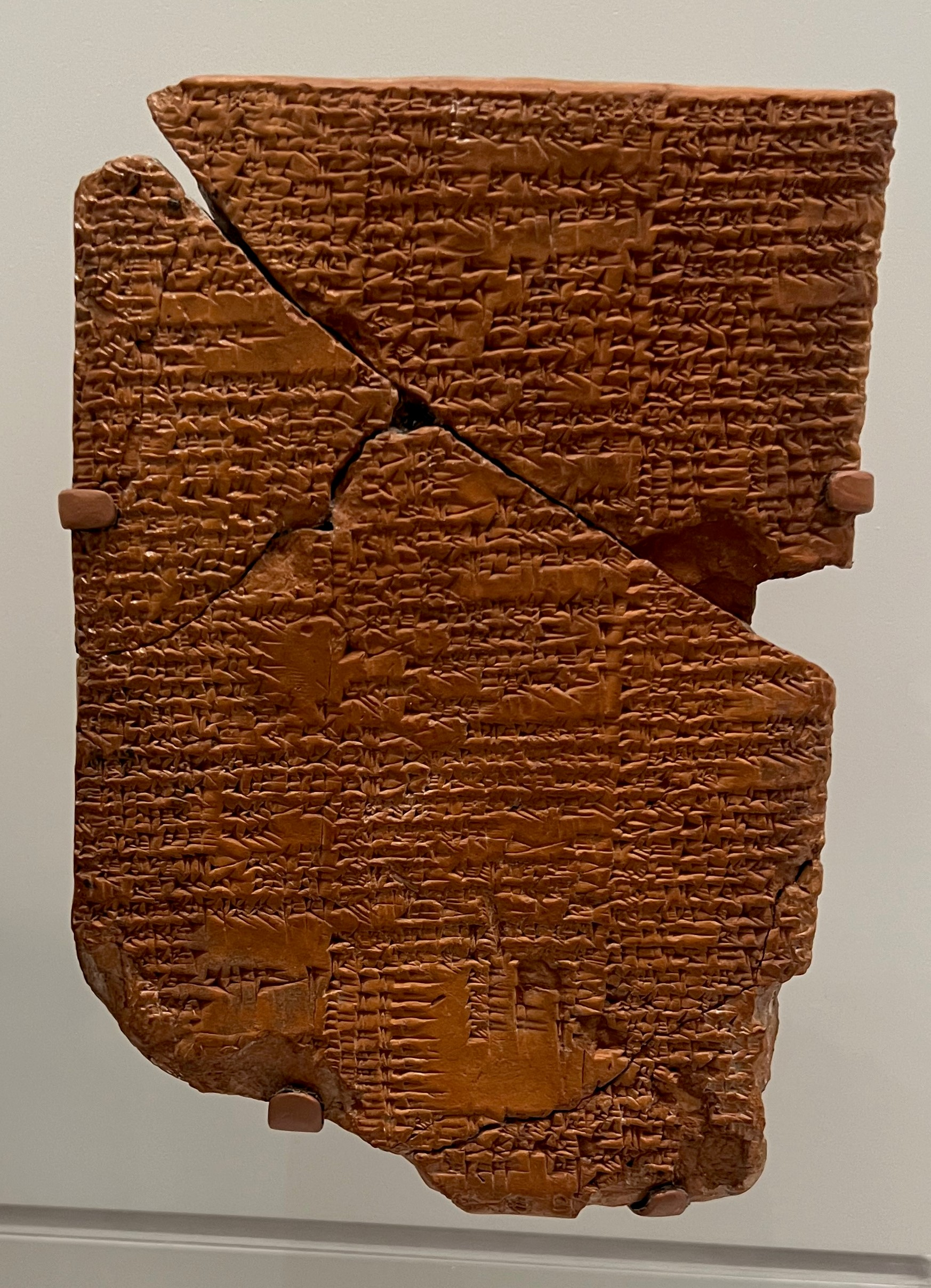
Tablette du mythe Enki et Ninhursag. Nippur, v. 1900-1600 av. J.-C. Penn Museum.

Enki et Ninhursag est un mythe sumérien, mettant en scène deux grandes divinités, Enki maître de la sagesse, le porteur d'eau, et sa parèdre Ninhursag appelée aussi Ninmah.
Le récit se passe sur l'île de Dilmun, probablement l'actuelle Bahreïn, qui entretient durant la haute Antiquité d'intenses relations avec la Mésopotamie.
Ce mythe raconte comment Enki a fait de cette contrée, au départ désertique, une région disposant d'abondantes ressources pour le bonheur de Sumer.

## Récit
Le dieu y construit d'abord un puits à l'aide de son puissant sexe, vraisemblablement un puits aérien, pour faire apparaître l'eau douce là où il n'y en a pas, nécessaire à la vie, et donc au développement des plantes. "Enki, pris d'une inspiration subite, creuse avec son pénis dans les talus, en direction de Nintur, plonge son pénis dans la cannaie, fait jaillir avec son pénis un immense et tendre manteau (de verdure)".
Après cela, il couche avec son épouse Ninhursag, qui en neuf jours, met au monde Ninsar, la maîtresse des légumes.
Puis Enki couche ensuite avec Ninnisi (ou Ninsar). « N'embrasserai-je pas cette jeune et belle enfant ? N'embrasserai-je pas cette belle Ninnisi ? Son homme de confiance Isimu (le serpent du désir vital) lui répondit : Embrasse donc cette jeune et belle enfant ! Embrasse cette belle Ninnisi ! ». Ninnisi met au monde en neuf mois Nin-Kur (NinKura), divinité des plantes destinées au filage, de même une autre fille, Uttu, déesse du filage, sera donnée à Enki. Ainsi, le filage, activité importante de la civilisation, peut apparaître à Dilmun après l'apparition des plantes destinées au filage.
Le récit comporte une lacune alors qu'Enki poursuit cette dernière.
Puis Enki animé par son désir sexuel, sa puissance de vie, prit Uttu (en) pour s'accoupler avec elle, en lui faisant croire qu'il était jardinier (Enki se maquilla les yeux en vert) et qu'il lui apporterait ainsi régulièrement des fruits. Elle accepta cette relation sexuelle, mais, trompée (« Oh ! mes cuisses ! Oh ! mon corps ! Oh ! mon ventre ! »), alla se plaindre à Ninhursag, qui sortit les graines d'Enki du ventre d'Uttu (forme d'avortement) et les transforma en plantes non comestibles. Là où les graines ont été plantées, au bout de 9 jours il poussa huit plantes fortes et luxuriantes, les premières plantes créées par la déesse de la terre.
À la vue de ces belles plantes, Enki, par curiosité et appétit mangea avidement les huit plantes.
Ninhursarg, furieuse et outrée du comportement d'Enki, décida de le punir et de se séparer de lui : « Je ne poserai plus sur lui (mon) 'regard-de-vie' jusqu'à ce qu'il meure ! ». Elle le réprimanda et le laissa seul, avec huit organes malades. Les organes étaient en train de mourir, et Enki dépérissait et souffrait, mais aucun dieu ne pouvait le guérir sauf Ninhursag qui s'était retirée. La perte d'Enki était insupportable à son frère Enlil. Alors un renard vint le consoler et lui promit de trouver Ninhursag pour guérir Enki.
Une fois convaincue par le renard, Ninhursarg embrassa tendrement Enki (notion de pardon) qui avait la tête posée sur sa splendide vulve. Puis, elle retira la maladie de chacune des huit parties malades, fit de chaque plante mangée un moyen de soigner plutôt que de faire du mal et libéra la maladie en faisant naitre huit divinités (Abu, NinTula, NinSutu, NinKasi, Nazi, Azimua et NinTi), une pour chaque organe. Parmi ces huit organes il y a notamment la côte (« Ti »), d'où va naitre une déesse appelée Ninti, dont le nom signifie à la fois la dame de la côte, et celle qui donne la vie.
Enki guéri, il se réconcilia avec Ninhursag, et ils redevinrent amoureux.
Ce mythe présente Enki comme le créateur de la civilisation. Il est avec Ninmah, sa sœur, le créateur du genre humain, son nom En-ki signifie seigneur de la terre, il le reçut de son père Anu, roi de Nibiru, auparavant il s'appelle Ea et il a l'avantage de trouver les solutions aux problèmes que rencontrent les Anunnaki (enfants d'Anu) et il enseigna principalement les arts, la médecine et les sciences de l'irrigation aux hommes, son rôle traditionnel dans la mythologie mésopotamienne.
C'est aussi un mythe qui parle du cycle des saisons au travers des relations entre Enki et Ninhursag, qui sont le maître de l'eau et la déesse de la terre. Quoiqu'on soit là déjà dans le vaste domaine de l'interprétation.